# De scheepsjongens van Bontekoe (Hoorn)
De scheepsjongens van Bontekoe is een beeldengroep  op een kademuur aan het Hoofd in Hoorn, vlak bij het Houten Hoofd en de Hoofdtoren.
Willem IJsbrantsz. Bontekoe was schipper in dienst van de VOC  in het begin van de 17de eeuw. Hij kwam uit Hoorn. 
Op een dag viel er aan boord een kaars om op het moment dat het dagelijkse mutsje brandewijn werd geschonken. De brandewijn vloog in brand en de meeste bemanningsleden vluchtten in een sloep. Enkelen bleven achter om het vuur te blussen. De lading van het schip bestond voor een deel uit 350 vaten buskruit. Nadat het schip ontploft was, werden de kapitein en de drenkelingen door de muiters gered. Na enige tijd was er geen eten meer aan boord en werd overwogen de scheepsjongens op te eten. Net op tijd kwam land in zicht, het bleek de kust van Sumatra te zijn.
De beeldengroep werd gemaakt door beeldhouwer Jan van Druten (1916-1993), geïnspireerd door het boek De scheepsjongens van Bontekoe van Johan Fabricius uit 1924, en op 14 juni 1968 onthuld. Er staat een steen met de tekst:
de scheepsjongens van Bontekoe
  
"verlaat je schip niet,
  
voordat het onder je bezwijkt."
Op 18 maart 1994 onthulde prinses Margriet een plaquette met de volgende tekst:
de scheepsjongens 
  
van Bontekoe's reis

naar Oost-Indie (1618-20)

die Schiffsjungen von Bontekoe

les mousses de Bontekoe

the shipboys of Bontekoe

ボンテク 船長 のキヤビンボーイ